# C/1979 Q1 (SOLWIND)
C/1979 Q1  — короткопериодическая комета семейства Крейца, которая была открыта 30 августа 1979 года Р. Ховардом, Н. Куменом и Д Майкелсом в результате обработки снимков, сделанных с помощью коронографа, установленного на спутнике SOLWIND P78-1.
Это была первая комета, которая была открыта с помощью космического аппарата
В день открытия комета вступила в контакт с Солнцем и разрушилась под действием его излучения. При этом комета вызвала заметное увеличение яркости короны. Из всех наблюдаемых околосолнечных комет такой эффект вызвала только C/1979 Q1.